# Repórter
Repórter é um jornalista que pesquisa a informação apresentada em diversos tipos de meios de comunicação. É o responsável por trazer aos leitores as últimas notícias. Dia 16 de fevereiro é dedicado como Dia do Repórter, cuja origem não é conhecida. No Estado de Mato Grosso foi estabelecido o dia 31 de outubro como Dia do Repórter Político.
O repórter é o profissional responsável por realizar vídeo e reportagens, pautas e pesquisa de informações.
Um repórter atua com elaboração de reportagens, entrevistas, redação de textos para revista e Web, fazendo a cobertura de eventos, coletivas etc.
Está sob as responsabilidades de um repórter atuar com redação de textos corporativos e publicitários, definição de pautas, acompanhamento nas produções e reportagem, apresentação de programas web TV, atuar com cobertura de eventos corporativos, elaboração de tutorias para treinamentos e comunicação interna, responsabiliza-se por manter o público informado e atualizado através dos canais de comunicação, buscando fontes para o fornecimento de entrevistas e depoimentos que o ajudem na elaboração da matéria, apurar os fatos, investigar casos correndo atrás das melhores táticas para apresentação das notícias, que podem ser veiculadas através de mídias impressas (revistas, jornais e semelhantes) ou digitais (televisão, rádio, internet), realizar a cobertura de links em matérias ao vivo, elaboração de pautas, fazer pesquisa de fontes, colher informações, fazer a apuração de fatos para a construção de notícia.

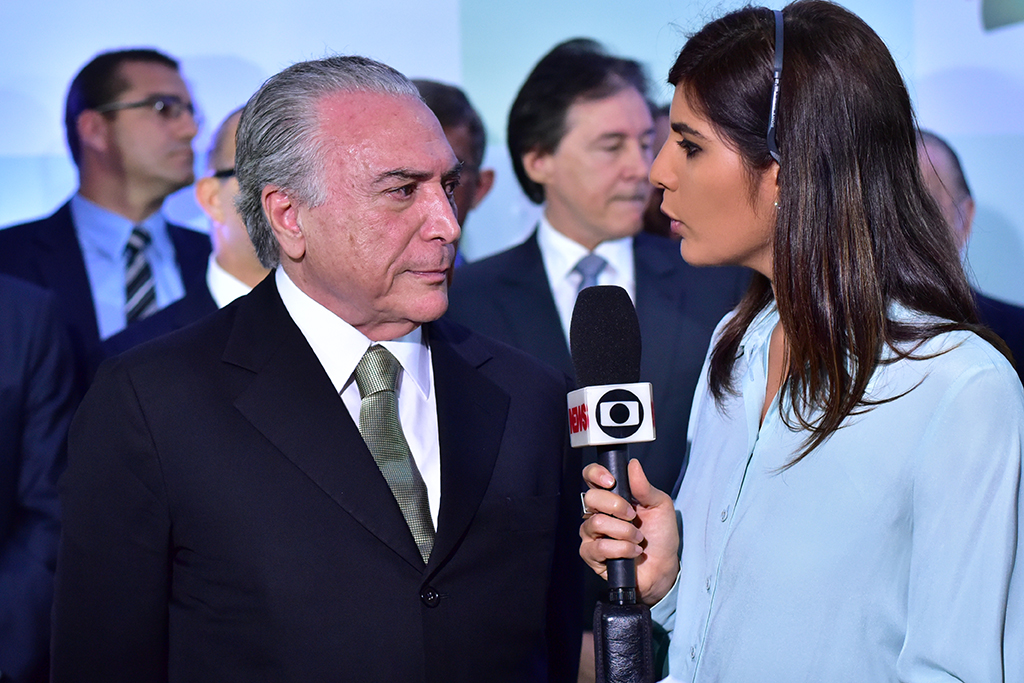
Uma repórter de televisão, Andréia Sadi, em entrevista com o então presidente do Brasil Michel Temer.

Para que o profissional tenha um bom desempenho como repórter além da graduação é essencial que possua boa comunicação, habilidade para lidar com o público, boa escrita, criatividade, conhecimentos gerais, estar sempre atualizado sendo objetivo e preciso.

## Galeria

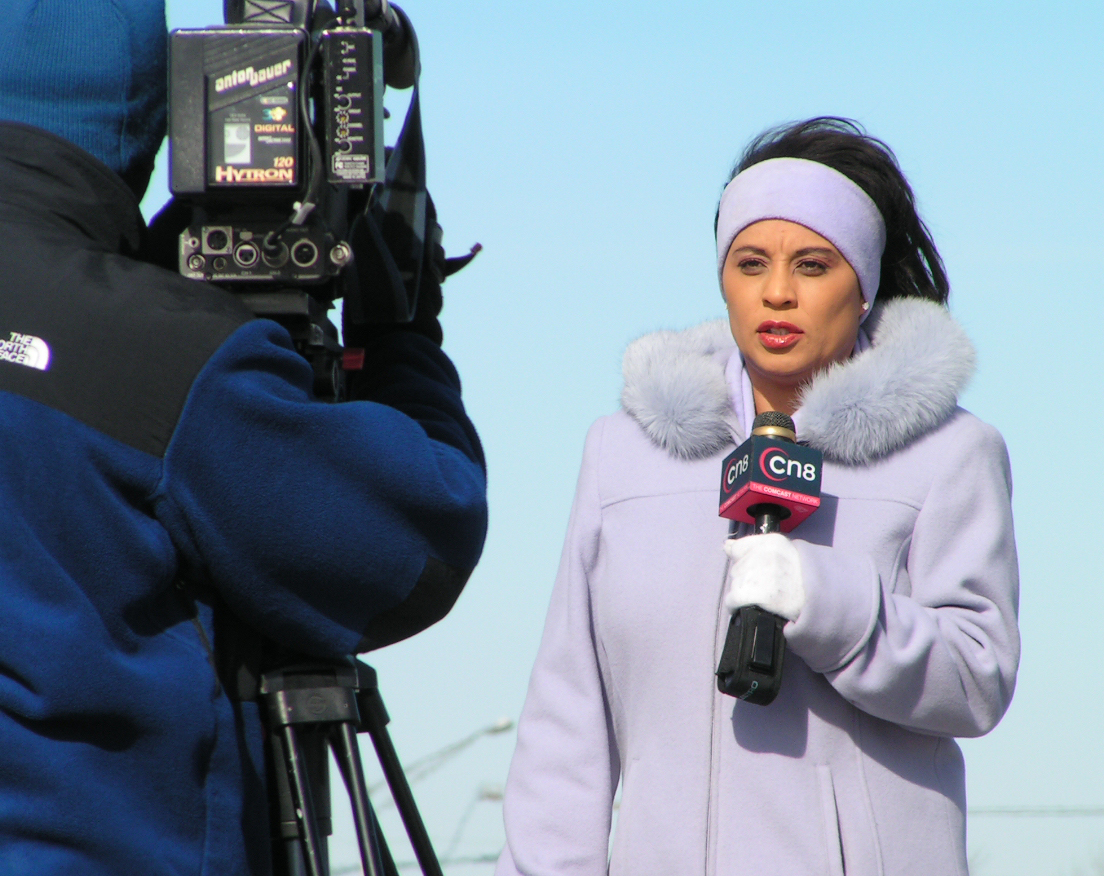
Um repórter durante uma entrada ao vivo.
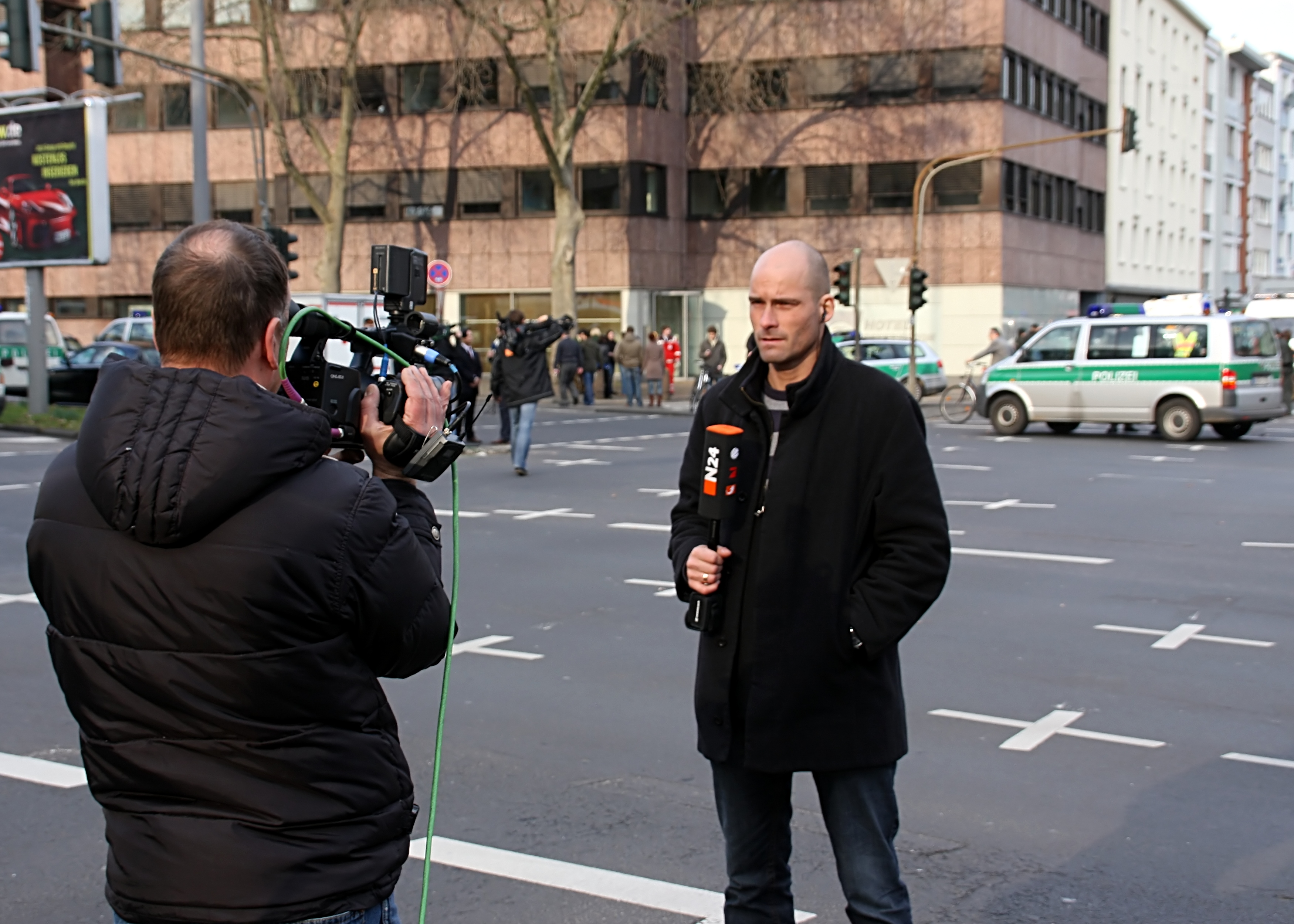
Repórter da N24 (Alemanha).
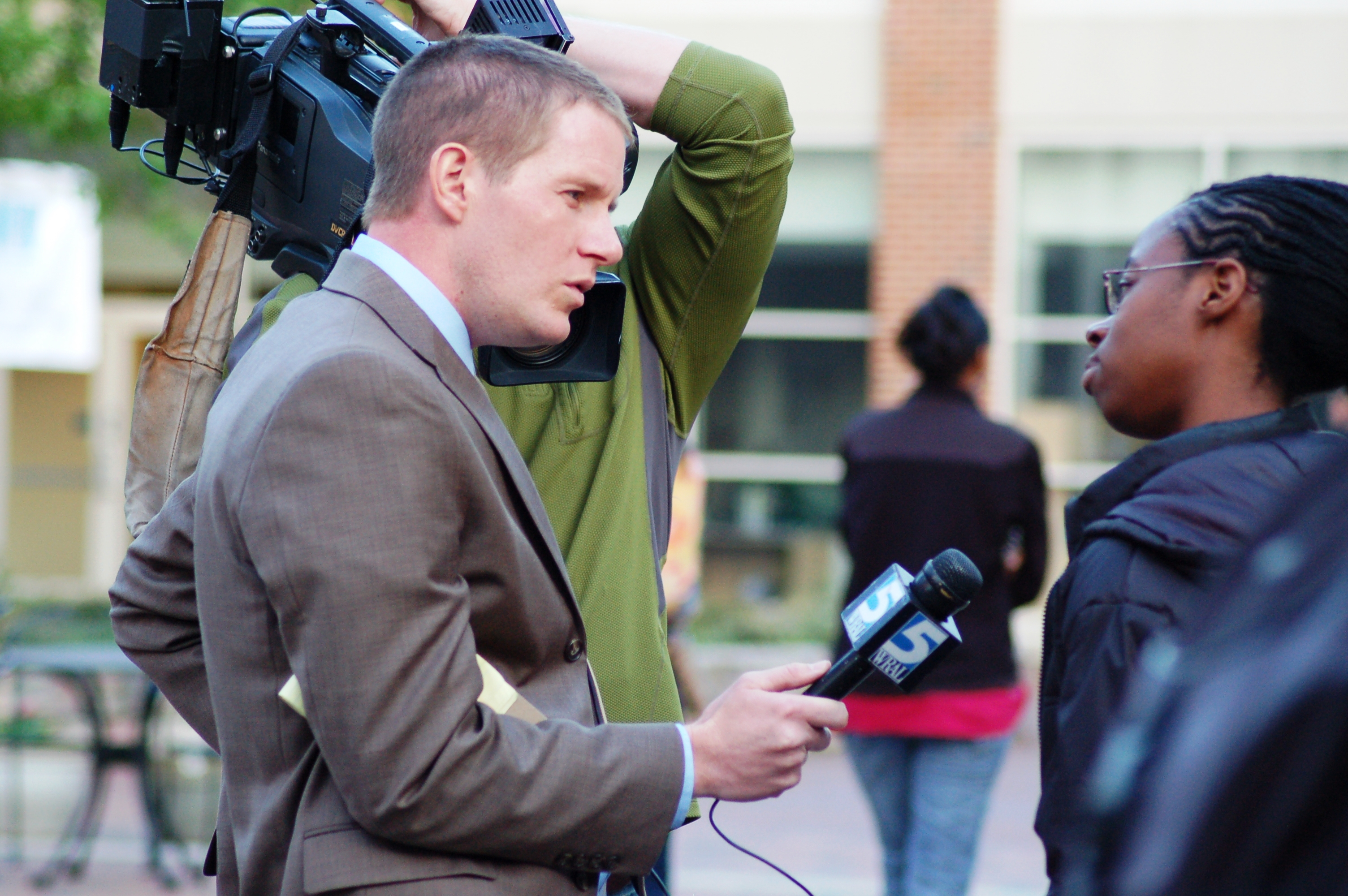
Repórter da WRAL-TV (Carolina do Norte).
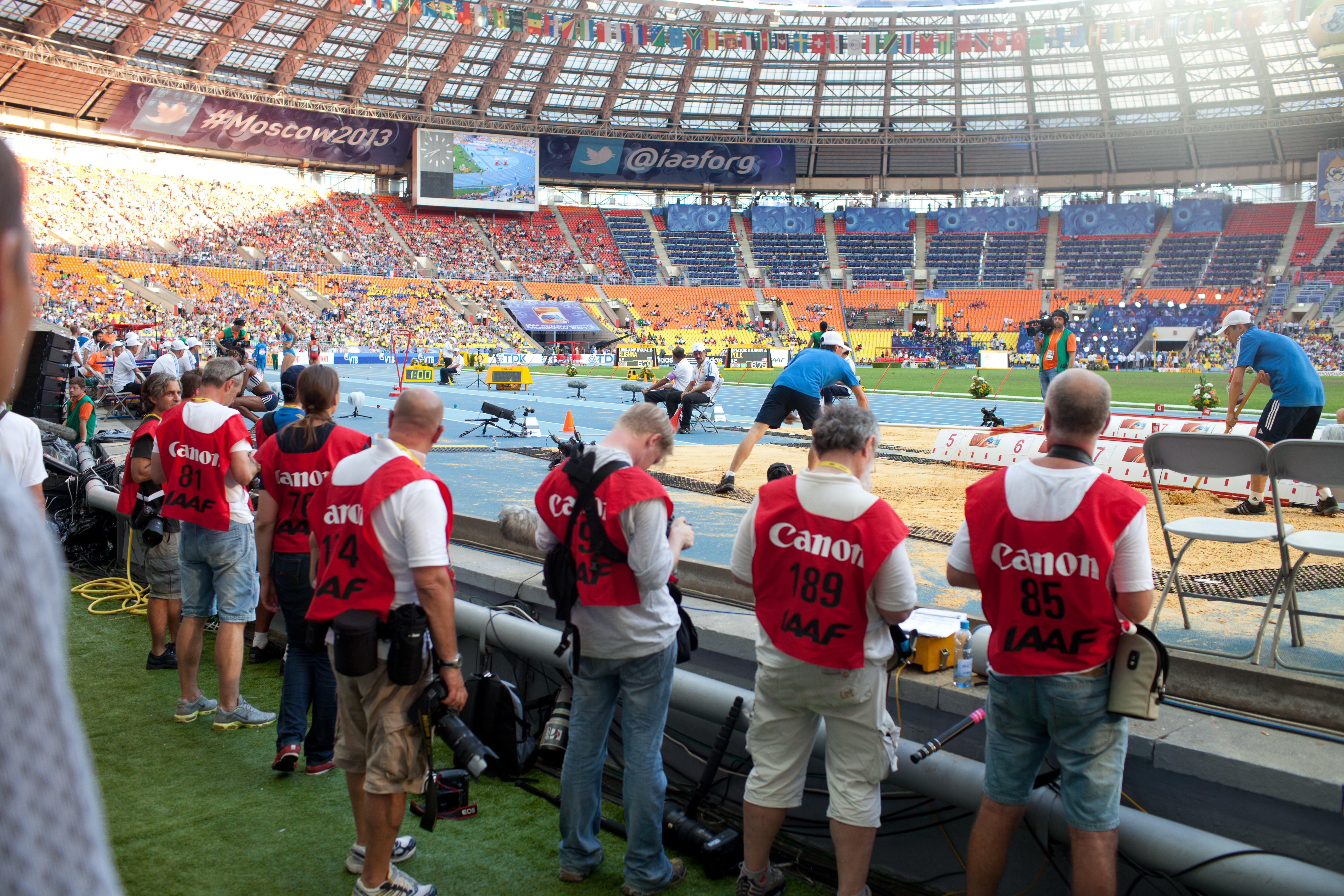
Repórteres no canto de um estádio esportivo.